# Giải quần vợt Wimbledon 2021 - Đôi nữ xe lăn
Diede de Groot và Aniek van Koot là đương kim vô địch, nhưng thua ở vòng bán kết trước Kgothatso Montjane và Lucy Shuker.
Yui Kamiji và Jordanne Whiley là nhà vô địch, đánh bại Montjane và Shuker trong trận chung kết, 6–0, 7–6(7–0).

## Hạt giống
1. Diede de Groot /  Aniek van Koot (Bán kết)
2. Yui Kamiji /  Jordanne Whiley (Vô địch)

## Kết quả

### Từ viết tắt
| - Q = Vòng loại - WC = Đặc cách - LL = Thua cuộc may mắn - Alt = Thay thế - SE = Miễn đặc biệt | - PR = Bảo toàn thứ hạng - w/o = Thắng nhờ đối thủ rút lui trước trận đấu - r = Bỏ cuộc giữa trận đấu - d = Bị xử thua - SR = Xếp hạng đặc biệt |

### Chung kết
|  | Bán kết | Bán kết                        | Bán kết | Bán kết                    | Bán kết |   |                                | Chung kết | Chung kết | Chung kết | Chung kết | Chung kết |  |
|  |         |                                |         |                            |         |   |                                |           |           |           |           |           |  |
|  | 1       | Diede de Groot Aniek van Koot  | 3       | 6                          | 5       |   |                                |           |           |           |           |           |  |
|  | 1       | Diede de Groot Aniek van Koot  | 3       | 6                          | 5       |   |                                |           |           |           |           |           |  |
|  |         | Kgothatso Montjane Lucy Shuker | 6       | 3                          | 7       |   |                                |           |           |           |           |           |  |
|  |         | Kgothatso Montjane Lucy Shuker | 6       | 3                          | 7       |   | Kgothatso Montjane Lucy Shuker | 0         | 60        |           |           |           |  |
|  |         |                                |         |                            |         |   | Kgothatso Montjane Lucy Shuker | 0         | 60        |           |           |           |  |
|  |         |                                | 2       | Yui Kamiji Jordanne Whiley | 6       | 7 |                                |           |           |           |           |           |  |
|  |         | Angélica Bernal Momoko Ohtani  | 2       | Yui Kamiji Jordanne Whiley | 6       | 7 | 1                              | 2         |           |           |           |           |  |
|  |         |                                |         |                            |         |   |                                | 2         |           |           |           |           |  |
|  | 2       | Yui Kamiji Jordanne Whiley     | 6       | 6                          |         |   |                                |           |           |           |           |           |  |